# Johannes de Bosch
Johannes de Bosch, född 1713 i Amsterdam, död där 1785, nederländsk gravör och tecknare.
Johannes de Bosch föddes i Amsterdam. Hans far var apotekare som ägde en stor samling målningar och teckningar.
De Bosch specialområde var arkadiska landskap, inspirerad av konstnärer som nederländaren Jan van Huysum. De Bosch är också känd för sina topografiska teckningar av nederländska städer. Hans verk finns i bland annat Rijksmuseum (Amsterdam), Teylers Museum (Haarlem), Hamburger Kunsthalle (Hamburg) och Städel Museum (Frankfurt).